# Johann Gottlob Immanuel Breitkopf
Pour les articles homonymes, voir Breitkopf.
Johann Gottlob Immanuel Breitkopf (né le 23 novembre 1719 à Leipzig, mort le 29 janvier 1794 à Leipzig) est un imprimeur allemand.

## Biographie
Il est le fils de l'éditeur et imprimeur Bernhard Christoph Breitkopf, fondateur de la maison
d'édition Breitkopf & Härtel. Il fait des études à l'université de Leipzig. Il fait des recherches sur les moyens d'imprimer en caractères mobiles la musique, les figures de mathématiques, les cartes géographiques et même les portraits. L'impression des partitions de musique notamment fait d'importants progrès en utilisant des caractères typographiques qui permettent de décomposer les signes en leurs détails les plus fins, ce qui donne une image propre et sans discontinuité. De plus, cette nouvelle méthode est économiquement avantageuse. De nombreux compositeurs, parmi lesquels Johann Mattheson, Georg Philipp Telemann, Johann Joachim Quantz, Leopold Mozart surtout Carl Philipp Emanuel Bach et Johann Adam Hiller en sont les premiers bénéficiaires.
Il a également conçu une nouvelle police de caractères appelée Breitkopf Fraktur.
Breitkopf est auteur d'un certain nombre d'écrits, parmi lesquels :
- Über den Druck der geographischen Charten (« Sur l'impression des cartes géographiques »), 1777.
- Über die Geschichte der Erfindung der Buchdruckerkunst (« Sur l'histoire de l'invention de l'imprimerie »), 1779.
- Versuch, den Ursprung der Spielkarten.. . zu erforschen (« Essai sur l'origine des cartes à jouer ») , 1784.